# Кров та пісок (фільм, 1941)
«Кров і пісок» (1941 рік) — романтичний кольоровий фільм, знятий за допомогою технології техніколор, режисера Рубена Мамуліана, у якому зіграли Тайрон Пауер, Лінда Дарнелл, Ріта Хейворт та Алла Назімова. Фільм знятий на студії 20th Century Fox. Заснований на зоозахисному іспанському романі 1908 року «Кров і пісок» (Sangre y arena) Вісенте Бласко Ібаньєса. У ролях другого плану виступають Ентоні Куінн, Лінн Барі, Джон Керрадін та Джордж Рівз.
Співочі партії Ріти Хейворт виконувала Грасілла Піррага.
Цей фільм став четвертим і останнім, в якому Тайрон Пауер і Лінда Дарнелл працювали разом. Попередньо вони працювали у фільмах Денна дружина (1939 рік), Брігхем Янг (1940 рік) і Мітка Зорро (1940 рік).

## Основний склад і персонажі
|  | Тайрон Пауер у ролі Хуана Галлардо      |  | Лінда Дарнелл у ролі Кармен Еспінози    |
|  | Ріта Хейворт у ролі Дона соль Дес Муаре |  | Алла Назімова в ролі сеньйори Ангустіас |
|  | Ентоні Квін у ролі Маноло де Пальми     |  | Керрол Неш у ролі Гарабато              |
|  | Лінн Барі в ролі Енкорнасйон            |  | Джон Каррадін у ролі Ель Насьональ      |
|  | Лерд Крегар у ролі Наталіо Курро        |  |                                         |

| Актор                                    | Роль                      |
| ---------------------------------------- | ------------------------- |
| Монті Бенкс                              | Антоніо Лопес             |
| Вісенте Гомес                            | Гітарист                  |
| Джордж Рівз                              | Капітан П'єр Лорен        |
| Педро де Кордова                         | Дон Хосе Альварес         |
| Фортуніо Бонанова                        | Педро Еспіноса            |
| Віктор Кіліан                            | Священик                  |
| Adrian Morris (в титрах: Michael Morris) | Ла Пульга                 |
| Чарльз Стівенс                           | Пабло Гомес               |
| Кора Сью Коллінз                         | Енкорнасйон (у дитинстві) |
| Рекс Даунінг                             | Хуан (у дитинстві)        |
| Енн Е. Тодд                              | Кармен (у дитинстві)      |

## Нагороди
Фільм отримав премію Оскар за найкращу операторську роботу. Також був номінований на найкращу роботу художника-постановника (Річард Дей, Джозеф К. Райт та Томас Літтл).